# Anete Jēkabsone
Anete Jēkabsone, coniugata Žogota  (Riga, 12 agosto 1983), è un'ex cestista lettone.
È la figlia di Andris Jēkabsons.

## Carriera
Anete Jēkabsone (Žogota è il suo cognome da sposata) ha iniziato la sua carriera nella TTT Rīga, con cui ha giocato nel campionato lettone fino al 2002. Nel 1999 ha giocato la sua prima competizione europea con la maglia della Lettonia, l'Europeo concluso al nono posto.
Dal 2002 al 2004 ha giocato nell'USO Mondeville. Con la squadra normanna, la Jēkabsone è giunta alla finale di Coppa di Francia persa contro il Valenciennes e ha disputato un totale di 54 partite di campionato, con una media di 17,7 punti a partita.
Ha poi disputato altri due campionati in Francia con la maglia del CJM Bourges Basket. La società del Centro vinse due Coppe nazionali, un campionato e un Tournoi de la Fédération e fu anche vicecampione in queste due competizioni. Inoltre, la Jēkabsone nel 2005 ha preso parte agli europei in Turchia e nel 2006 è stata eletta migliore giovane giocatrice europea dalla FIBA Europe. In totale, ha disputato 48 partite, con una media di 12,9 punti a partita.
Nel 2006 è stata acquistata dalla Dinamo Mosca, con cui ha vinto l'EuroCoppa nel 2007. Nello stesso anno è stata convocata per gli Europei in Italia.

## Palmarès

### Club
- EuroCoppa: 1

2007
- Campionato francese: 1

2006
- Campionato lettone: 1

2002
- Coppe di Francia: 2

2005, 2006
- Tournoi de la Fédération: 1

2006
- WNBA: 1

2014

### Individuale
- FIBA Europe Young Women's Player of the Year Award: 1

2005
- FIBA Europe Women Player of the Year Award: 2

2007, 2008